# 沃德·坎宁安
沃德·坎宁安（英語：Ward Cunningham；1949年5月26日—），是美國计算机程序员，也是Wiki概念的发明者。他也是设计模式和敏捷软件方法的先驱之一。
他从普度大学获得（电子工程和计算机科学的）交叉学科工学学士学位以及计算机科学的硕士学位。
他1995年在波特兰模式知识库创建了第一个Wiki站点。这个站点现在还在运作，致力于“人、项目和模式”，并且是一个“程序设计语言思想的非正式历史”。例如，这个站点被用来为有用的软件开放的模式语言以及极限编程的软件方法的发展进行分类。坎宁安提到Wiki的概念是他在20世纪80年代末期想到的，并且他首先使用HyperCard堆栈的方法进行实现。
他是The Wiki Way（2001年）这本书的作者（与Bo Leuf合著）。
他是Cunningham & Cunningham, Inc.公司的创始人。他还是Wyatt Software研发部门的总裁，以及Tektronix Computer Research Laboratory的主要工程师。沃德·坎宁安之所以闻名的是对面向对象程序设计的开发实践的贡献，这个变种叫做极限程序设计，以及由他的WikiWikiWeb提供的社团。他还是“山坡组”的创始人，并且作为其赞助的“程序的模式语言”会议的程序主席。
2003年12月，沃德·坎宁安加入微软，为微软的“模式与实践”组工作。
2005年10月，他转入Eclipse基金会。

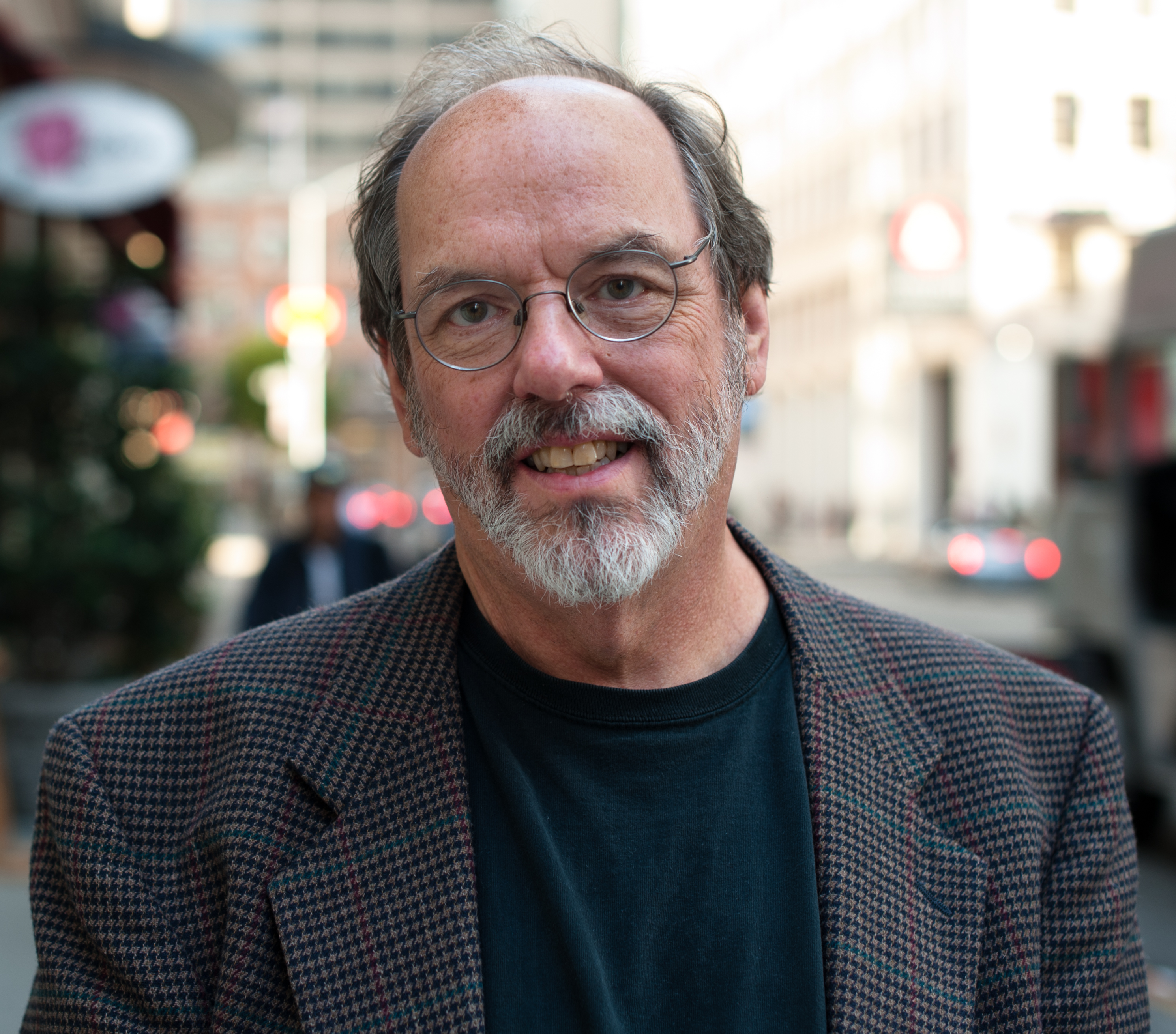

沃德·坎宁安现居俄勒冈州的波特兰。

## 延伸阅读
- Bo Leuf, Ward Cunningham. The Wiki Way: Quick Collaboration on the Web. Addison-Wesley Longmann, 2001-04. ISBN 020171499X